# Grexa Liliána
Grexa Liliána (Bogorodcsani, 1978. július 17. –) marketing- és kommunikációs szakember, ukrán nemzetiségi parlamenti szószóló 2022-tőlelőtte a Fővárosi Ukrán Nemzetségi Önkormányzat elnöke 2014 és 2018 között, 2019-től az Országos Ukrán Nemzetiségi Önkormányzat képviselője és az ifjúsági és médiabizottság elnöke.

## Életpályája
1978-ban született az ukrajnai Bogorodcsaniban magyar-ukrán vegyesházasság elsőszülött gyermekeként, de egyéves kora óta Magyarországon él.  
Első diplomáját az Államigazgatási Főiskola igazgatásszervező szakán szerezte 1999-ben, majd elvégezte a Zrínyi Miklós Nemzetvédelmi Egyetem biztonság- és védelempolitika szakát is. A főiskolai diplomamunkáját a magyarországi nemzetiségek, az egyetemi diplomamunkáját pedig az ENSZ békefenntartó missziók témájában írta.  
2008-ban szerezte meg harmadik diplomáját a Modern Üzleti Tudományok Főiskolájának (jelenleg: Edutus Egyetem) marketingkommunikációs szakértői szakán.  
1998-ban kezdte karrierjét a Magyar Rádió nemzetiségi műsor szerkesztőjeként, majd 1999 és 2003 között a Magyar Televízió Rondó című nemzetiségi műsorának volt szerkesztő-riportere.
2003 és 2011 között a TV2-ben dolgozott marketingkommunikációs területen, melyből az utolsó három évben vállalati kommunikációs csoportvezető volt.  
2011 és 2016 között a MOL csoportnál folytatta karrierjét társasági kommunikációs területen, és irányította a MOL és az OTP közös törzsvásárlói programjának kommunikációs feladatait. 
2016-tól az MTVA műsormarketing és kommunikációs vezetője volt, majd 2020-tól a közmédia vállalati kommunikációs projektmenedzsere.

## Nemzetiségiönkormányzati és kulturális szerepvállalása
2014-től az Erzsébetvárosi Ukrán Nemzetiségi Önkormányzat elnöke, valamint 2014 és 2019 között a Fővárosi Ukrán Nemzetiségi Önkormányzat elnöke. 
2019 őszétől az Ukrán Országos Önkormányzat képviselője lett, és 2020 februárjától az Önkormányzat Ifjúsági és Média Bizottságának elnöke, 2021 októberében az Ukrán Országos Önkormányzat a 2022-es parlamenti választásokra állított lista listavezetőjének választotta meg. A 2022. április 3-án megtartott országgyűlési választások eredményeképp a 2022-2026 évi parlamenti ciklus ukrán nemzetiségi szószólója.
2019-2024 között a Nova Hvylja Egyesület elnöke, mely egyesület a 2019-es önkormányzati választásokon még csak két településen, 2024-ben pedig 25 településen indított képviselőjelölteket, és ezen felül többséget szerzett az Országos Ukràn Nemzetiségi Önkormányzatban, valamint két regionális ukrán nemzetiségi önkormányzatban is (Pest vàrmegye, Szabolcs-Szatmàr-Bereg vármegye).  
Az 1999-ben alapított Ruszalka énekegyüttes, valamint a 2000-ben alapított Veszelka táncegyüttes és a 2005-ben alapított Vodohráj énekegyüttes alapítótagja. 
2017-ben kezdeményezésére kiadására került a Nagymama meséi ukrán nyelvű mese CD, valamint a Perlyna ukrán népdalfeldogozásokat tartalmazó jazz zenei CD. 2021-ben pedig az általa vezetett Nova Hvylja Egyesület kiadásában jelent meg a Ribizli a világ végén című mesekönyvből 5 mese ukrán fordítása, mely kiadvány a Nova Hvylja Egyesület, az Országos Széchényi Könyvtár, a Móra Könyvkiadó és a Petőfi Kulturális Ügynökség összefogásának eredményeképp 2022 márciusában bővített tartalommal újranyomásra került, és 1500 ukrán menekült család gyermekéhez került ajándékképpen. 
2023 szeptemberében nyitotta meg kapuit az Ukrán Országos Önkormányzat fenntartásában a Leszja Ukrajinka ukrán nemzetiségi nyelvoktató kiegészítő iskola, mely ukrán nyelv és népismeret tantárgyakat oktat ukrán nemzetiségi gyermekeknek Budapest és Nyíregyháza településeken. 
Grexa Liliána tàmogatta az első magyarországi, 5 napos, àllamilag elismert magyar-ukrán két tanítàsinyelvű iskola megnyitását is. 
A magyar Országgyűlésben több nagyhatàsú felszólalása is volt, melyben az ukrán nemzetiségről és az aktuális Ukrajnai helyzetről os többször beszèlt.    